# Weidritzer Tor

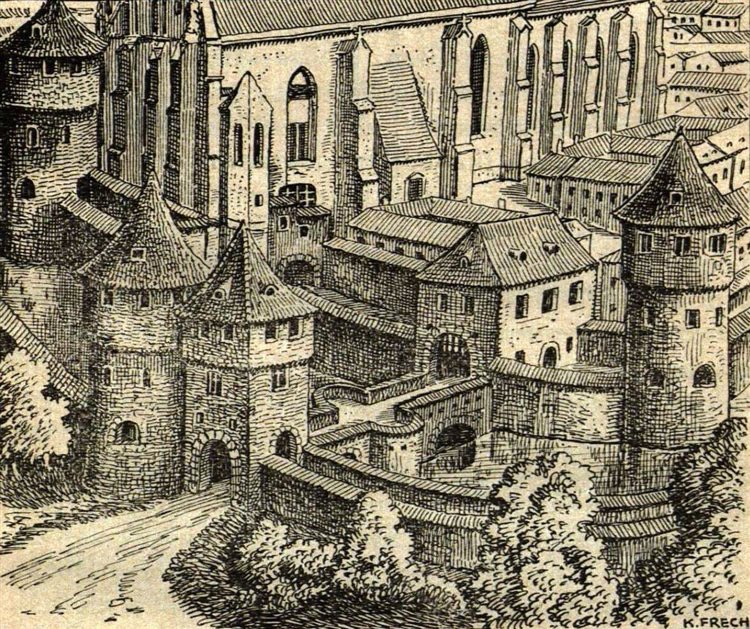
Das Weidritzer Tor

Das Weidritzer Tor (slow. Vydrická brána ungar. Vödric-kapu) ist der Name eines ehemaligen Tors in der Altstadt von Preßburg (heute Bratislava). Es befand sich beim Martinsdom am Ende der Langen Gasse, auch als Herrengasse bekannt (slow. Panská, ab 1901 Szilágyi Dezsőgasse). Benannt ist es nach dem Vorort Weidritz (slow. Vydrica) westlich der Stadt. Seltener wurde es auch als Wiener Tor bezeichnet.
Das Weidritzer Tor war das mächtigste Haupttor der ehemaligen Stadtbefestigung. Es handelte sich um ein Tor das noch im XI. Jahrhundert – unter Verwendung von Buckelquadern – im romanischen Stil erbaut werden durfte. Das Tor hatte eine außerordentlich tiefe und finstere Unterführung, weshalb es auch als das "finstere" oder das "schwarze Tor" genannt wurde.
Die Anlage bestand aus einem langgezogenen, gewölbten Bauwerk. Es stand an der Einmündung der Langen Gasse auf den (ehemaligen) Fischplatz. Vom Weidritzer Tor führte eine steinerne Brücke auf die Weidritz. Im Jahre 1456 wurde das Tor mit einer mächtigen Zugbrücke versehen und mit dem Stadtwappen geschmückt. in diesem Jahre dürfte das Tor überhaupt erst die erste gründliche Veränderung erfahren haben, denn an dem Tor wurden auch zwei Basteien angebracht und man versah es mit einem Brückenrondell. Die eine Bastei wird in den Kammerrechnungen der Stadt Preßburg als das "Himmelreich" die andere als der "Leonfelderturm" genannt. Die Namen deuten vermutlich auf ihre Erbauer und Urheber hin. Es gab sowohl eine Familie Himmelreich wie auch Leinfelder in Preßburg. Beide waren angesehene Bürgerfamilien. Die drei Joche des Tores waren durch Fallgatter abgeschlossen. Im Tor war eine Stampfe für Schießpulver sowie eine Rüstkammer untergebracht und die finsteren Kammern dienten zur Unterbringung der städtischen Gefangenen (Gefängnis).
An einem Torpfeiler war zum Andenken an die große Überschwemmung des Jahres 1516, bei der die Donau über die Ufer trat und schreckliche Verwüstungen anrichtete, ein Doppelkreuz angebracht. 1556 wurden am Torturm zwei Sonnenuhren angefertigt. An einer Stelle des Turmes war auch das Wappen des Königreichs Ungarn angebracht.

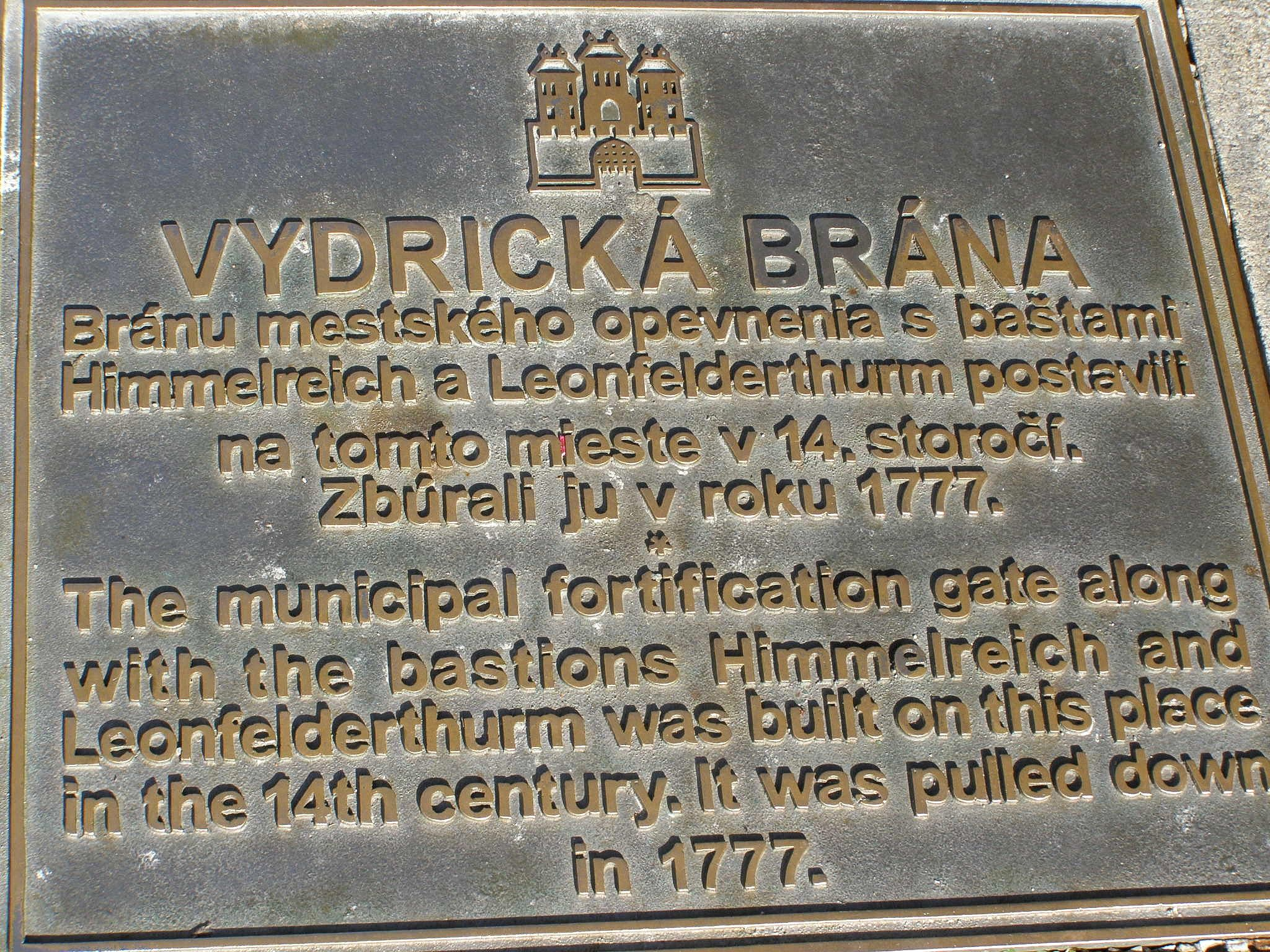
Gedenktafel an das Weidritzer Tor. Deutsch: Das Tor der Stadtbefestigung mit den Basteien 'Himmelreich' und 'Leonfelderthurm' wurde an dieser Stelle im 14. Jahrhundert errichtet. Das Tor wurde 1777 abgerissen.

Durch das Weidritzer Tor hielten gewöhnlich die nach Preßburg kommenden Kaiser und Könige ihren feierlichen Einzug, wobei der Stadtrichter umgeben von den Ratsherrn den Ankommenden die Schlüssel der Stadt überreichte. Zum letzten Mal geschah dies, als am 20. Juni 1741 als Maria Theresia zur Krönung zur Königin von Ungarn in St. Martinsdom in die Stadt einzog.
1777 wurde das ganze Tor durch "Wiener Mauerbrecher" abgerissen; es waren nur ein Mauerteilstück auf der Nordseite des Tors und die Grabenbrücke, die heute allerdings unter der Straße bedeckt ist, erhalten geblieben.